# Calyptranthes aequatoriensis
Calyptranthes aequatoriensis är en myrtenväxtart som beskrevs av Maria Lucia Kawasaki. Calyptranthes aequatoriensis ingår i släktet Calyptranthes och familjen myrtenväxter. Inga underarter finns listade i Catalogue of Life.